# Haplochromis sp. 'Amboseli'
Haplochromis sp. nov. 'Amboseli' là một loài cá thuộc họ Cichlidae. Nó là loài đặc hữu của Kenya. Môi trường sống tự nhiên của chúng là đầm lầy. Nó bị đe dọa do mất nơi sống.